# Sanitacija
Sanitacija se odnosi na javnozdravstvene uslove povezane sa čistom pitkom vodom i adekvatnim tretmanom i odlaganjem ljudskih izlučevina i kanalizacije. Sprečavanje ljudskog kontakta s izmetom deo je sanitarne zaštite, kao i pranje ruku sapunom. Sanitarni sistemi imaju za cilj da zaštite zdravlje ljudi pružajući čisto okruženje koje će zaustaviti prenošenje bolesti, naročito fekalno-oralnim putem. Na primer, dijareja, glavni uzrok neuhranjenosti i zaostalog rasta kod dece, može se smanjiti sanitacijom. Postoje mnoge druge bolesti koje se lako prenose u zajednicama koje imaju nizak nivo sanitacije, kao što su askarijaza (tip infekcije crevnim glistama ili helmintijaza), kolera, hepatitis, polio, šistozomijaza, trahoma, i niz drugih.
Postoji niz sanitarnih tehnologija i pristupa. Neki primeri su potpuna komunalna sanitacija, sanitacija bazirana na kontejnerima, ekološka sanitacija, urgentna sanitacija, terenska sanitacija i održiva sanitacija. Sanitarni sistem obuhvata prihvatanje, skladištenje, transport, tretman i odlaganje ili ponovnu upotrebu ljudskih izlučevina i otpadnih voda. Aktivnosti ponovne upotrebe unutar sistema sanitacije mogu se usredsrediti na nutrijente, vodu, energiju ili organske materije sadržane u izlučevinama i otpadnim vodama. To se naziva „sanitarnim lancom vrednosti” ili „sanitarnom ekonomijom”.
Nekoliko sanitarnih „nivoa” se koristi za poređenje stepena sanitarnih usluga unutar pojedinih zemalja ili širom zemalja. Sanitaciona lestvica koja je definisa Zajedničkim programom nadgledanja za 2016. godinu počinje od otvorene defekacije i kreće se naviše koristeći izraze „nepoboljšani”, „ograničeni”, „osnovni”, pri čemu je najviši nivo „bezbedno upravljan”. Ovo se posebno odnosi na zemlje u razvoju.
Ljudsko pravo na vodu i sanitaciju priznala je Generalna skupština Organizacije ujedinjenih nacija 2010. godine. Sanitacija je globalni razvojni prioritet i predmet Cilja 6 održivog razvoja. Procena JMP-a za 2017. godinu navodi da 4,5 milijardi ljudi trenutno nema bezbedno upravljanje sanitacijom. Nedostatak pristupa sanitaciji utiče ne samo na javno zdravlje, već i na ljudsko dostojanstvo i ličnu sigurnost.

## Definicija
Svetska zdravstvena organizacija definiše termin „sanitacija” na sledeći način:
„Sanitacija se generalno odnosi na pružanje postrojenja i usluga za bezbedno odlaganje ljudske mokraće i izmeta. Reč sanitacija se takođe odnosi na održavanje higijenskih uslova, kroz usluge kao što su prikupljanje smeća i odlaganje otpadnih voda”
Sanacija uključuje sve četiri od ovih stavki inženjerske infrastrukture (iako je često samo prva snažno povezana s pojmom „sanitarne zaštite”): sistemi za menadžment fekalija, sistemi za menadžment otpadnih voda (ovdje su uključena postrojenja za prečišćavanje otpadnih voda), sistemi za upravljanje čvrstim otpadom, sistemi odvodnjavanja kišnice, koji se nazivaju i padavinskim odvodom.
Postoje neke varijacije u upotrebi termina „sanitacija” među raznim zemaljama. Na primer, promociju higijene neki vide kao sastavni deo sanitacije. Iz tog razloga, Savetodavno veće za snabdevanje vodom i sanitaciju definiše sanitaciju kao „sakupljanje, transport, tretman i odlaganje ili ponovnu upotrebu ljudskih izlučevina, kućnih otpadnih voda i čvrstog otpada, i pripadajuća promocija higijene”.
Uprkos činjenici da sanitacija uključuje prečišćavanje otpadnih voda, ta dva termina se često koriste uporedo kao „sanitacija i upravljanje otpadnim vodama”.

## Svrha
Sveukupna svrha sanitacije je da se obezbedi zdrava životnu sredinu za sve, zaštitite prirodni resursi (kao što su površinske vode, podzemne vode, tlo) i obezbediti sigurnost, bezbednost i dostojanstvo ljudima kada oni vrše defekaciju ili mokrenje.
Ljudsko pravo na vodu i sanitaciju priznala je Generalna skupština Organizacije ujedinjenih nacija (UN) 2010. godine. To je prepoznato u međunarodnom pravu kroz ugovore o ljudskim pravima, deklaracije i druge standarde. Ono je izvedena iz ljudskog prava na adekvatan životni standard.
Efikasni sanitarni sistemi pružaju prepreke između izlučevina i ljudi na takav način da se prekida ciklus prenosa bolesti (na primer u slučaju fekalno prenosivih bolesti). Ovaj aspekt je vizualizovan F-dijagramom gde svi glavni putevi prenošenja fekalno-oralnih bolesti počinju slovom F: engl. feces, fingers, flies, fields, fluids, food (sa značenjem: izmet, prsti, muve, polja, fluidi, hrana).

## Literatura
- Juuti, Petri S., Tapio S. Katko, and Heikki S. Vuorinen. Environmental history of water: global views on community water supply and sanitation (IWA Publishing, 2007)
- Teresi, Dick;  . (2002). Lost Discoveries: The Ancient Roots of Modern Science—from the Babylonians to the Maya. New York: Simon & Schuster. стр. 352. ISBN 978-0-684-83718-5.
- Pollans, Lily Baum. Resisting Garbage: The Politics of Waste Management in American Cities (U of Texas Press, 2021) online review
- Dornemann, Rudolph Henry (1986). A Neolithic village at Tell el Kowm in the Syrian Desert. Chicago, Ill.: Oriental Institute of the University of Chicago. ISBN 0-918986-45-1. OCLC 15583951.
- Mays, L, ур. (2010). Ancient Water Technologies (PDF) (на језику: енглески). ISBN 978-90-481-8631-0. doi:10.1007/978-90-481-8632-7.
- „Mesopotamia | Anecdotes, History, Writing...” (на језику: енглески). 2019-11-25. Архивирано из оригинала 22. 06. 2021. г. Приступљено 2021-04-13.
- Mays, Larry W. (2017-10-01). „Survey of ancient water technologies in semi-arid and arid regions: traditional knowledge for the future”. Water Supply (на језику: енглески). 17 (5): 1278—1286. ISSN 1606-9749. doi:10.2166/ws.2017.027.
- Bertrand-Krajewski, J.-L. (2003-02-01). „Sewer sediment management: some historical aspects of egg-shaped sewers and flushing tanks”. Water Science and Technology. 47 (4): 109—122. ISSN 0273-1223. PMID 12666808. doi:10.2166/wst.2003.0233.
- Havlíček, Filip; Morcinek, Miroslav (2016-12-01). „Waste and Pollution in the Ancient Roman Empire”. Journal of Landscape Ecology. 9 (3): 33—49. ISSN 1805-4196. S2CID 90566117. doi:10.1515/jlecol-2016-0013 .
- Hopkins, John; Stow, Kenneth (2012),  Bradley, Mark, ур., „The 'sacred sewer': tradition and religion in the Cloaca Maxima”, Rome, Pollution and Propriety, Cambridge: Cambridge University Press, стр. 81—102, ISBN 978-1-139-02847-9, doi:10.1017/cbo9781139028479.008, Приступљено 2021-03-31
- „WaterHistory.org”. www.waterhistory.org. Приступљено 2021-03-31.
- Angelakis, Andreas N.; Yun, Zheng Xiao (2013-05-01). „Editorial: Probing the past and facing the future”. Water Supply. 13 (3): 561—563. ISSN 1606-9749. doi:10.2166/ws.2013.151.
- Eslamian, Saeid (2014-03-21). Handbook of Engineering Hydrology: Environmental Hydrology and Water Management (на језику: енглески). CRC Press. ISBN 978-1-4665-5250-0.
- „CENTENARY HISTORY OF WASTE AND WASTE MANAGERS IN LONDON AND SOUTH EAST ENGLAND” (PDF). Архивирано из оригинала (PDF) 2013-08-13. г. Приступљено 2013-10-23.
- Velis, Costas A.; David C. Wilson; Christopher R. Cheeseman (април 2009). „19th century London dust-yards: A case study in closed-loop resource efficiency”. Waste Management. 29 (4): 1282—1290. Bibcode:2009WaMan..29.1282V. PMID 19121575. doi:10.1016/j.wasman.2008.10.018. hdl:10044/1/39719 .
- Chadwick, Edwin (1842). „Chadwick's Report on Sanitary Conditions”. excerpt from Report...from the Poor Law Commissioners on an Inquiry into the Sanitary Conditions of the Labouring Population of Great Britain (pp.369-372) (online source). added by Laura Del Col: to The Victorian Web. Приступљено 2009-11-08.
- „History of Solid Waste Management”. Архивирано из оригинала 2013-10-24. г. Приступљено 2013-10-23.
- Maier, D. (1979). „Nineteenth-Century Asante Medical Practices”. Comparative Studies in Society and History. 21 (1): 63—81. JSTOR 178452. PMID 11614369. S2CID 19587869. doi:10.1017/S0010417500012652.
- Gandy, Matthew (1994). Recycling and the Politics of Urban Waste. Earthscan. ISBN 9781853831683. Приступљено 2013-03-07.
- Oatman-Stanford, Hunter. „A Filthy History: When New Yorkers Lived Knee-Deep in Trash”. Collectors Weekly (на језику: енглески). Приступљено 2021-01-08.
- „Covered Bodies”. Архивирано из оригинала 10. 10. 2018. г. Приступљено 28. 06. 2023.
- „Ephemeral New York”. 18. 11. 2013. Приступљено 13. 11. 2016.
- Joel A. Tarr (октобар 1971). „URBAN POLLUTION-Many long years ago”. American Heritage Magazine. Ban horse drawn carriages. Приступљено 13. 11. 2016.